# Jennifer Byrne
Jennifer Anne Byrne (née en 1966) est professeure d'oncologie moléculaire à l'Université de Sydney, en Australie. Byrne est remarquée non seulement pour ses recherches sur le cancer, mais aussi pour la découverte de la fraude académique et de la science poubelle (junk science) dans la recherche sur le cancer.
À la suite de ses enquêtes et de celles d'un de ses collègues, 17 articles sont retirés et d'autres sont signalés. En conséquence, la revue Nature a classé Byrne parmi les « dix personnes qui comptent » en 2017.

## Éducation
Byrne est diplômée d'un BSc et d'un doctorat (1993) de l'Université du Queensland,.

## Domaine de recherche
Byrne consacre sa carrière au cancer chez l'adulte et l'enfant. Elle se spécialise dans les biobanques, la génétique du cancer ainsi que l’intégrité de la recherche. Son doctorat porte sur la cartographie de la perte des loci du chromosome 11p15 dans les tumeurs embryonnaires.

## Carrière
Byrne est ensuite employée par NSW Health Pathology en tant que directeur des biobanques. Elle dirige le programme de biobanque NSW Health, notamment la NSW Health Statewide Biobank (NSWHSB). Elle est aussi professeur d'oncologie moléculaire à la Faculté des sciences médicales de l'Université de Sydney. En outre, Byrne est auparavant directrice-adjointe d'un groupe appelé Kids Cancer Alliance, qui est un centre de recherche sur le cancer pédiatrique au sein de l'Institut du Cancer du NSW.

## Enquête sur la fraude
En lisant des articles de recherche sur le cancer, Byrne remarque des tendances étranges dans les publications sur un gène particulier. Les articles décrivent des expériences « étonnamment similaires » sur un gène associé à la leucémie infantile et au cancer du sein. Elle reconnait ce gène particulier, car elle a auparavant dirigé l'équipe qui a cloné le gène 20 ans plus tôt.
Elle réalise que tous les articles, qui provenaient tous de Chine, décrivent la même séquence nucléotidique, mais que certains articles décrivent la séquence nucléotidique de manière erronée. Ces articles décrivent des séquences nucléotidiques erronées dans le contexte d’expériences en laboratoire réalisées avec des lignées de cellules cancéreuses. Ces séquences erronées impliquent soit que les études n’examinent pas ce qu’elles rapportent, soit que les expériences n’ont pas été menées comme elles étaient décrites. La conséquence est que chaque article contient les germes d’une mauvaise recherche, sur laquelle d’autres articles pourraient éventuellement s’appuyer.
D'autres preuves de fraude ou de science poubelle (junk science) sont mises en lumière, avec d'autres articles qui utilisent les mêmes séquences à des fins opposées. Grâce à ses investigations et à celles de son collègue Cyril Labbe, 17 articles sont rétractés et environ cinq articles suspects sont repérés.
Une collègue décrit l'importance de son travail de dénonciation contre le cancer comme « la découverte de la fraude et de la mauvaise science ».
"Les projets comme celui de Jennifer en sont en fait un élément clé. Il y a beaucoup plus de gens qui consultent des articles, il y en a beaucoup plus disponibles en ligne, donc les gens trouvent plus de problèmes." Undark.org a décrit son travail comme un « combat pour une recherche douteuse sur le cancer ».

## Sélection de publications
- We need to talk about systematic fraud (Il faut parler de la fraude systématique). Nature, 6 février (2019)[9].
- The LIM domain protein LMO4 interacts with the cofactor CtIP and the tumor suppressor BRCA1 and inhibits BRCA1 activity (2002)  Sum, E., Peng, B, Yu, X., Chen, J, Byrne, J. et al. Journal of Biological Chemistry. 277:10 (7849-7856)[10].
- Over-expression, amplification, and androgen regulation of TPD52 in prostate cancer (2004) Rubin, et al. Cancer research 64 (11), 3814–3822[11].

## Prix, distinctions et reconnaissance
- Le journal Nature a classé Byrne parmi les « dix personnes qui comptent » en 2017[7].

## Médias
- Le Sydney Morning Herald l'a décrite comme l'une des « personnalités qui ont laissé une marque sur la science »[8].
- SBS a décrit son travail et les éloges de Nature pour son travail de découverte de la science frauduleuse[12].
- Nature a décrit Byrne comme une « détective d'erreurs » et une chercheuse dont la mission est d'exposer les défauts, et décrit l'outil qu'elle a construit pour les exposer[13].
- L'outil utilisé pour détecter les failles dans les études sur le cancer a été décrit par la revue Nature[14].
- Byrne participe à la direction de la collecte de fonds du Kid's Cancer Project pour des traitements plus efficaces contre le cancer[15].